# La Quenouille de Barberine
La Quenouille de Barberine è un cortometraggio muto del 1910 diretto da Émile Chautard. Fu l'esordio dietro la macchina da presa del regista francese che qualche anno dopo sarebbe emigrato negli Stati Uniti continuando là la sua carriera.

## Produzione
Il film fu prodotto dalla Société Française des Films Éclair.

## Distribuzione
Distribuito dall'Éclair, uscì nelle sale cinematografiche francesi il 28 aprile 1910. Il cortometraggio fu distribuito anche negli Stati Uniti il 16 maggio 1910 attraverso la consociata americana Eclair Film Company con il titolo Barberine.